# Collegium Augustinianum
El Collegium Augustinianum es un Instituto Internacional de Investigaciones y la Escuela de Graduados de la filosofía y la teología en la tradición agustiniana. 
Fundada en 1999 en París, Francia, el Colegio de Fellows incluyen algunos de los estudiosos más importantes del mundo en el pensamiento de San Agustín de Hipona y la tradición agustiniana. Su Escuela de Posgrado ofrece títulos de investigación en filosofía y teología, entre ellos el S.Th.D., Ph.D., S.Th.M., Ph.M. y, en casos excepcionales, el Ph.B. El Collegium Augustinianum Escuela Superior de Filosofía y Teología tiene oficinas en París, Francia, Orlando, Florida (EE. UU.) y en Filadelfia, Pensilvania (EE. UU.)
En todo el mundo los estudiantes pueden obtener títulos de investigación sin ningún requisito de residencia. En cambio, los estudiantes investigan y escribe nde forma independiente bajo la supervisión de un profesor. El estudiante generalmente se comunica por Skype con el profesor de forma mensual.
El Colegio está dedicado al pensamiento de Agustín de Hipona, la tradición agustiniana y la influencia de Agustín en pensadores medievales, modernos y contemporáneos, y especialmente en el existencialismo y la fenomenología. Algunos de sus becarios distinguidos incluyen Craig JN de Paulo, Patrick A. Messina, Roland J. Teske, SJ y Federico Van Fleteren.